# Marolia leseigneuri
Marolia leseigneuri is een keversoort uit de familie zwamspartelkevers (Melandryidae). De wetenschappelijke naam van de soort werd in 1977 gepubliceerd door Nicolas.